# Racovița (Sibiu)
Racovița (deutsch Rakowitza, siebenbürgisch-sächsisch Rakevets, ungarisch Oltrákovica auch Rakovica) ist eine Gemeinde in der Region Siebenbürgen, im Kreis Sibiu in Rumänien.
Der Ort Racovița liegt 27 Kilometer südöstlich von Hermannstadt und sechs Kilometer südlich von Avrig (Freck) entfernt. Racovița ist Sitz der Gemeindeverwaltung für dieses Dorf sowie für Sebeșu de Sus (Ober-Schewesch).

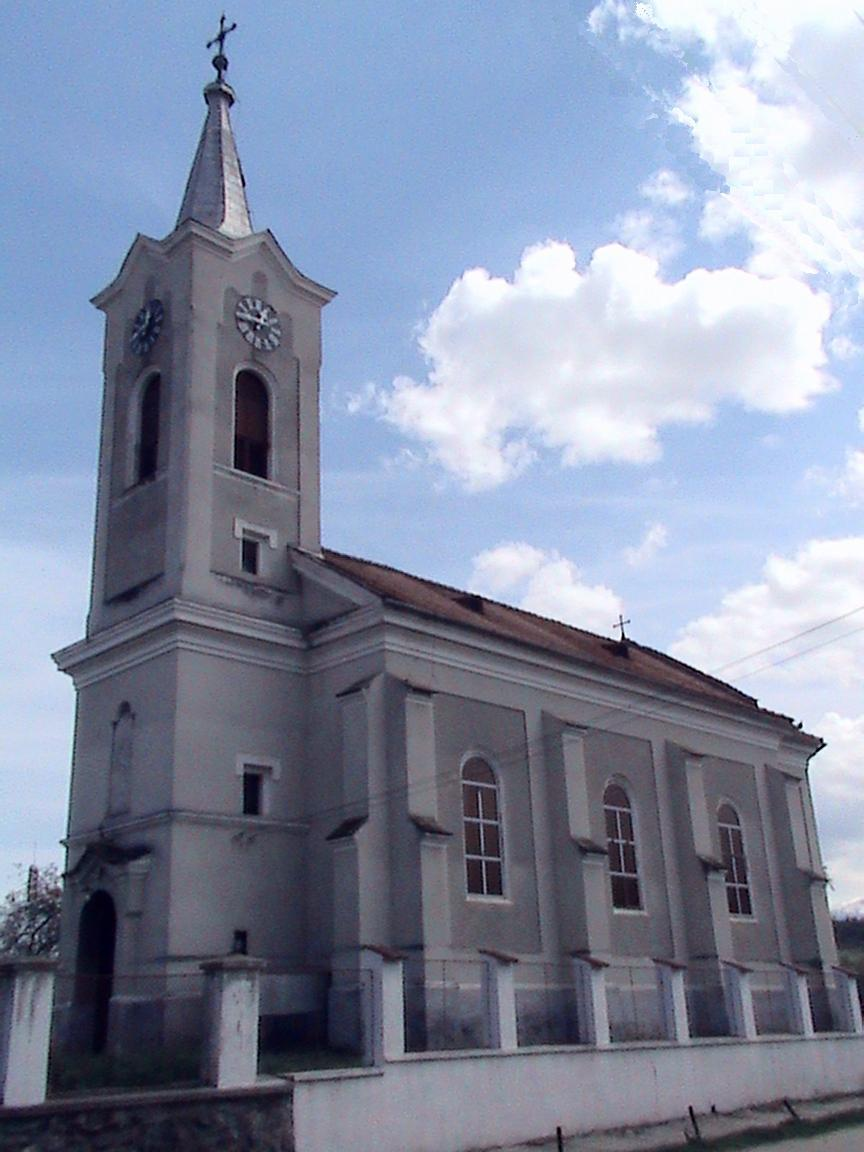
Kirche Hl. Dreieinigkeit in Racovița, 1887 geweiht
Karte von Racovița
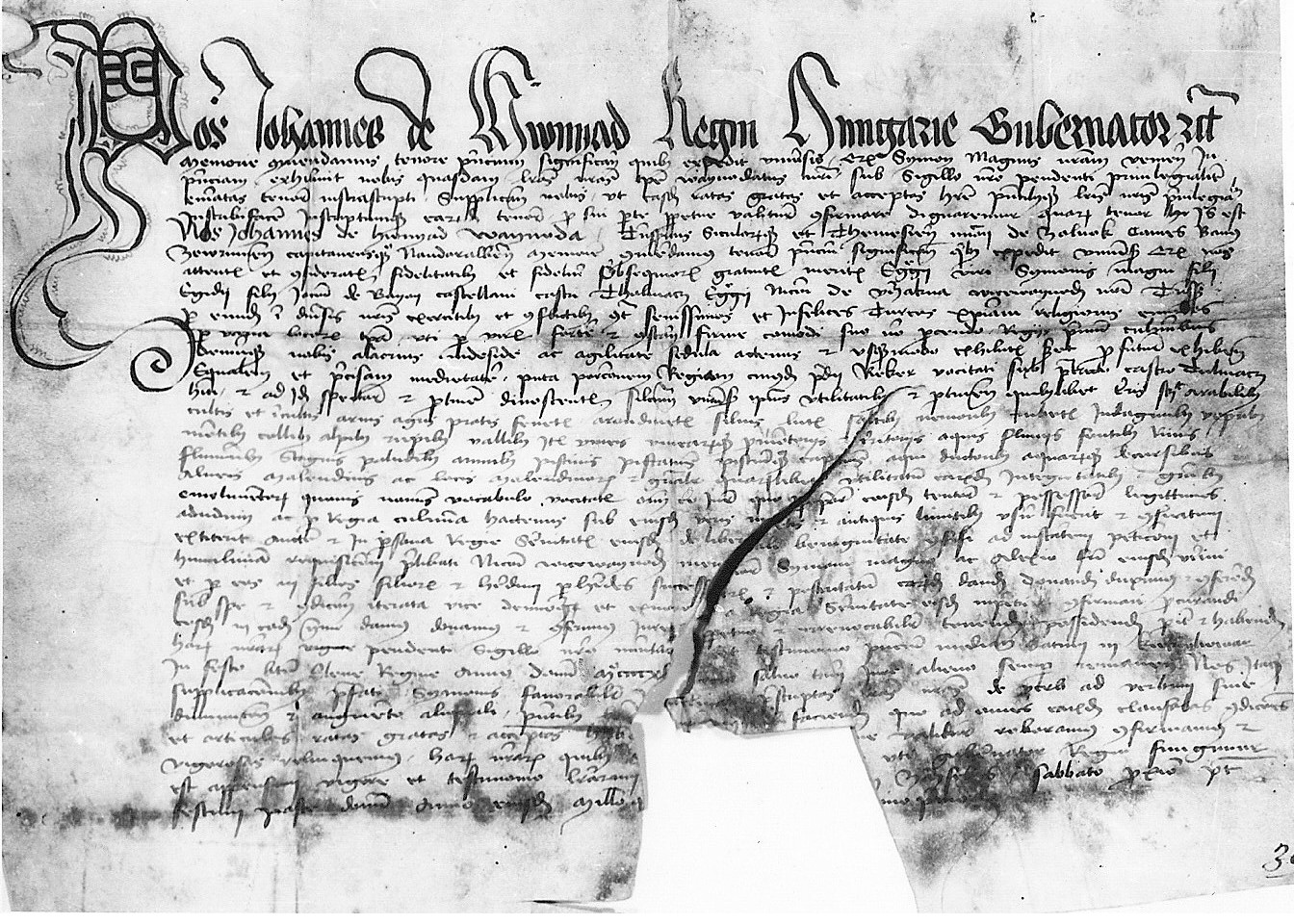
Die erste urkundliche Erwähnung des Ortes vom 22. Mai 1443